# 歌川広重 (5代目)
五代目 歌川 広重（うたがわ ひろしげ、明治23年〈1890年〉3月17日〈または3月10日〉 - 昭和42年〈1967年〉7月25日）とは、大正時代から昭和時代にかけての書家、画家。

## 来歴
本名は菊池寅三。四代目歌川広重こと菊池貴一郎の次男として生まれ、父貴一郎が開いた本銀町一丁目（現在の日本橋本石町四丁目付近）の書道塾を継いで経営していた。団扇絵など若干の作品を残している。「雪月花図」（紙本着色、浮世絵太田記念美術館所蔵）には「五世歌川広重」と落款しており、画面上部に「月」と墨書し中央部に浅草待乳山の雪景、下部に三囲神社と桜を描く。昭和7年（1932年）、写真師東々亭主人こと戸塚正幸とともに五世歌川広重の名で写真集『江戸の今昔』を刊行するが、晩年の寅三はこの本を所持していなかったという。東々亭によればその兄文雄と寅三とは親交があった。
大正12年（1923年）、日本橋本銀町の自宅兼書道塾で関東大震災に遭うがそのまま住み続ける。しかし昭和19年（1944年）、空襲により貴一郎の代から住んでいた日本橋の住居を失い、上野桜木町、さらに寛永寺真如院に移転したが、そこでも戦災に遭ったので伊豆大仁に疎開した。その後昭和28年（1953年）、東京都葛飾区亀有に移った。享年77。墓所は父貴一郎と同じ港区白金の興禅寺、法名は知達院悦山道寿居士。

## 著書
- 歌川広重 著、東々亭主人 編『江戸の今昔』湯島写真場、1932年2月。 NCID BA84822108。全国書誌番号:46079558。
  - 歌川広重 著「江戸の今昔」、石川則夫・中村正明 編『コレクション・モダン都市文化』 66巻、ゆまに書房、2011年9月。ISBN 9784843334447。 NCID BB06841482。全国書誌番号:21996150。